# Résurrection (film, 1960)
Pour les articles homonymes, voir Résurrection (homonymie).
Pour plus de détails, voir Fiche technique et Distribution.
Résurrection (Воскресение) est un film soviétique réalisé par Mikhaïl Schweitzer, sorti en 1960,. C'est l'adaptation du roman éponyme de Léon Tolstoï.

## Fiche technique
- Titre : Résurrection
- Titre original  : Воскресение
- Réalisation : Mikhaïl Schweitzer
- Scénario : Evgueni Gabrilovitch 
 Mikhaïl Schweitzer
- Photographie : Sergeï Poluianov, Era Savelieva
- Montage : Klavdia Aleieva
- Musique : Gueorgui Sviridov
- Décors : Abram Freïdine, David Vinitski, Ganna Ganevskaïa
- Pays d'origine :  Union soviétique
- Production : Mosfilm
- Langue : russe
- Genre : Film dramatique

## Distribution
- Tamara Siomina : Katiucha Maslova
- Evgeniy Matveev : prince Dmitri Nekhlioudov
- Pavel Massalski : Chef de cour
- Viktor Kulakov : magistrat
- Vasili Bokarev : Matvey Nikitin - magistrat
- Lev Zolotoukhine : Breve - ami du procureur
- Vladimir Sez : Secrétaire du tribunal
- Cheslav Sushkevich : magistrat
- Nikolai Svobodin : colonel en civil
- Aleksandr Khvylia : Petr Baklachov, le marchand
- Alexeï Smirnov : Nikiforov, le juré
- Vladimir Vanichev : enseignant, le juré
- Sergei Kalinin : membre d'Artel, le juré
- Anatoli Kasapov : gérant de magasin, le juré
- Nina Samsonova : Bochkova
- Vladimir Boriskin : Kartinkine
- Nikolai Pazhitnov : avocat de Maslova
- Valentina Telegina : Korabliova
- Olesya Ivanova : femme rousse
- Mariya Vinogradova : Khoroshavka
- Larisa Arkhipova : Fenichka
- Mikhail Sidorkin : Fonarine, l'avocat
- Grigori Konski : Korcthaguine
- Larisa Joukovskaïa : Missi Korchagina
- Elena Yelina : Sofia Ivanovna
- Sofya Garrel : Maria Ivanovna
- Aleksandra Panova : Agrafena Petrovna
- Natalia Bogoïavlenskaïa : Matriona Pavlovna
- Alekseï Konsovski  : narrateur
- Nikolay Sergeev : garde de prison
- Anastasia Zouïeva : Matryona Kharina
- Vladimir Gusev : Simonson
- Klara Roumianova : Vera Bogodukhovskaia
- Valentina Lanovaya : Maria Chetinina
- Vassili Livanov : Kryltsov, membre de Narodnaïa Volia
- Vladimir Belokourov : Maslennikov
- Nina Agapova : Anna Ignyatovna
- Maïa Boulgakova : Anissia
- Vera Burlakova : gardienne
- Viktoria Chaeva : Grabets
- Viktoria Dukhina : Fedossia
- Anastasia Georgievskaïa : Kitaïeva
- Nikolaï Grabbe : garde de prison
- Larissa Kadotchnikova : le femme de diacre
- Stepan Krylov : prisonnier politique
- Pavel Vinnik :